# Brunswick (Nebraska)
Brunswick je selo u američkoj saveznoj državi Nebraska. Prema popisu stanovništva iz 2010. u njemu je živjelo 138 stanovnika.